# Gästabudet i Levis hus
Gästabudet i Levis hus är en oljemålning av den italienske renässanskonstnären Paolo Veronese. Den målades 1573 och ingår i samlingarna på Gallerie dell'Accademia i Venedig. 
Denna stora duk målades för refektoriet i det venetianska klostret Santi Giovanni e Paolo. Årtalet 1573 är angivet med romerska siffror på pelarens bas till vänster. Från början hade den titeln Nattvarden men döptes om till Gästabudet i Levis hus sedan inkvisitionen protesterat mot Veroneses praktfulla version av nattvardsscenen. Centralt i bilden syns Jesus sitta vid bords omgiven av Petrus och Johannes. Mittemot, i röd huvudbonad, sitter Judas Iskariot och vänder sig obekvämt om och iakttar en hund. 
Målningen konfiskerades av den franska armén under Napoleonkrigen och fördes till Paris innan den återlämnades 1815 och placerades i en för den stora duken specialbyggd sal i Gallerie dell'Accademia.
Tullindrivaren Levi är mer känd som aposteln Matteus. I Lukasevangeliet skildras:
| ”                         | Sedan gick Jesus därifrån, och fick då se en tullindrivare vid namn Levi sitta utanför tullhuset. Han sade till honom: "Följ mig!" Levi lämnade allt och steg upp och följde honom. Levi gav en fest för Jesus i sitt hus, och där var en mängd tullindrivare och andra, som låg till bords med dem. Men fariseerna och särskilt de skriftlärda bland dem blev förargade och sade till hans lärjungar: "Hur kan ni äta och dricka tillsammans med tullindrivare och syndare?" Jesus svarade: "Det är inte de friska som behöver läkare, utan de sjuka. Jag har inte kommit för att kalla rättfärdiga till omvändelse, utan syndare." | „ |
| – Lukasevangeliet 5:27–32 | |   |